# Ouratea pseudoguildingii
Ouratea pseudoguildingii är en tvåhjärtbladig växtart som beskrevs av C. Sastre. Ouratea pseudoguildingii ingår i släktet Ouratea och familjen Ochnaceae. Inga underarter finns listade i Catalogue of Life.